# Kyōka
Kyōka (狂歌, "selvagem" ou "poesia louca") é um subgênero  paródico do Waka, uma poesia japonesa compostar pela métrica 5-7-5-7-7.

## Antecedentes
Da mesma forma, os poetas do estilo kanshi (poesia chinesa de poetas japoneses), escrevendo poemas humorísticos de Kyōshi, os poetas do estilo japonês nativo (waka) compõem poemas cômicos contendo trinta e uma silabas. Durante o período Tokugawa havia duas ramificações principais do Kyōka, uma baseada em Edo (Tóquio moderna), e a Naniwa kyōka na Região de Kansai.
Naniwa kyōka surgiu em Quioto no século XVI, inicialmente praticado por aristocratas como Matsunaga Teitoku (1571–1654). Mais tarde encontrou praticantes entre plebeus centrados em Osaka, cujo nome anterior Naniwa emprestou seu nome à regional formal.
No final do século XVIII, as políticas econômicas do vereador Tanuma Okitsugu forneceu um sentimento de liberdades, e várias formas de publicação floresceu durante este tempo. Samurais poetas de Edo como Yomo no Akara (1749-1823), Akera Kankō (1740-1800) e Karakoromo Kishū (1743-1802) se reuniram para reuniões e concurso de poesia kyōka, as obras foram publicadas na década seguinte. A coleção mais antiga e valiosa foi a Manzai kyōka-shū (万載狂歌集, "Poemas selvagens de dez mil gerações"), publicado e editado por Akara em 1783. Kyōka em Edo atingiu seu zênite durante a era Tenmei (1781-89).. Numerosos kyōka apareceram al longo da novela Tōkaidōchū Hizakurige (1802-22) do gênero Kokkeibon de Jippensha Ikku.

## Formas de Kyōka
A maior parte do humor consiste em colocar o vulgar ou mundano em um ambiente elegante e poético, ou ao tratar um tema clássico com linguagem ou atitudes comuns. Puns, um jogo de palavras, que eram freqüentemente empregados - e dificultam a tradução. Uma técnica comum era honkadori (本歌取り), em que um poema clássico é tomado como uma base (ou honka 本 歌) e alterado para dar-lhe uma torção vulgar. Embora sua popularidade ter se concentrado aos plebeus, o kyōka requer um nível considerável de conhecimento clássico e, portanto, atingiu um público limitado; sua popularidade não durou até a era moderna.

## Leituras futuras
- Tanaka, Rokuo (2006).  Davis, Jessica Milner, ed. Understanding Humor in Japan. [S.l.]: Wayne State University Press. pp. 111–126. ISBN 978-0-8143-4091-2